# HPFS
HPFS  (acronimo di High Performance File System) è un file system creato da Gordon Letwin alla Microsoft per superare i limiti della File Allocation Table (FAT) ed aggiunta in seguito al sistema operativo OS/2 versione 1.2.
I miglioramenti rispetto alla FAT includono:
- supporto per i nomi lunghi (fino a 256 caratteri)
- supporto per i nomi contenenti maiuscole e minuscole
- efficiente uso dello spazio su disco
- bassa frammentazione
- fino a 64 kB di metadati (attributi estesi) per file
- struttura delle directory a b-tree
- la directory principale è memorizzata in mezzo al disco, invece che all'inizio, per un accesso più veloce
- attributi di creazione, ultimo accesso e ultima modifica per ogni file

IBM commercializza due versioni di HPFS: la versione standard limitata a 2 MB di cache e la versione HPFS386 distribuita con la versione server di OS/2. Nella versione HPFS386 la dimensione della cache è limitata solo dalla memoria RAM disponibile.
A causa della dipendenza della Microsoft e dei tempi più lunghi di recupero dopo un crash, IBM progettò il Journaled File System (JFS).
Esistono driver di terze parti per leggere i dischi HPFS da DOS e GNU/Linux e il driver Microsoft per Windows NT.